# Jocs Olímpics d'Hivern de 1980
Els Jocs Olímpics d'Hivern de 1980, oficialment anomenats XIII Jocs Olímpics d'Hivern, es van celebrar a la ciutat de Lake Placid (Estats Units d'Amèrica) entre el 13 i 24 de febrer de 1980. Hi participaren un total de 1.072 esportistes (840 homes i 232 dones) de 37 comitès nacionals que competiren en 8 esports i 38 especialitats.
Aquesta fou la segona vegada que la ciutat de Lake Placid acollí els Jocs Olímpics d'Hivern després de la realització dels Jocs Olímpics d'Hivern de 1932.

## Ciutats candidates
En la 75a Sessió del Comitè Olímpic Internacional (COI) realitzada a Viena (Àustria) el 23 d'octubre de 1974 s'escollí la ciutat de Lake Placid (Estats Units) com a seu dels Jocs Olímpics d'hivern de 1980. En aquesta ocasió Lake Placid només tingué una ciutat rival per a realitzar els Jocs, Vancouver-Garibaldi (Canadà), si bé aquesta renuncià a la realització dels Jocs el 4 d'octubre de 1974, deixant la candidatura nord-americana com l'única per a la realització dels Jocs.

## Comitès participants
En aquests Jocs Olímpics participaren un total de 1.072 competidors, entre ells 840 homes i 232 dones, de 37 comitès nacionals diferents. En aquests Jocs van participar per primera vegada Costa Rica, la República Popular de la Xina i Xipre; retornaren Bolívia i Mongòlia; i deixaren de participar-hi Iran, San Marino, Turquia i Xile així com la República de la Xina.
| - Andorra (3) - Argentina (12) - Austràlia (9) - Àustria (43) - Bèlgica (2) - Bolívia (3) - Bulgària (8) - Canadà (58) - Corea del Sud (10) - Costa Rica (1) - Espanya (8) - Estats Units (103) - Finlàndia (53) |  | - França (22) - Grècia (3) - Hongria (2) - Islàndia (6) - Itàlia (46) - Iugoslàvia (15) - Japó (50) - Líban (3) - Liechtenstein (7) - Mongòlia (3) - Nova Zelanda (5) - Noruega (63) |  | - Països Baixos (29) - Polònia (30) - RDA (53) - RFA (80) - Regne Unit (48) - Romania (35) - Suècia (61) - Suïssa (44) - Txecoslovàquia (41) - Unió Soviètica (86) - R.P. de la Xina (24) - Xipre (3) |

## Esports disputats
Un total de 8 esports foren disputats en aquests Jocs Olímpics, realitzant-se un total de 38 proves. Sense grans modificacions en el programa oficial dels Jocs respecte als anteriors en aquesta edició no hi hagué cap esport de demostració.

## Seus

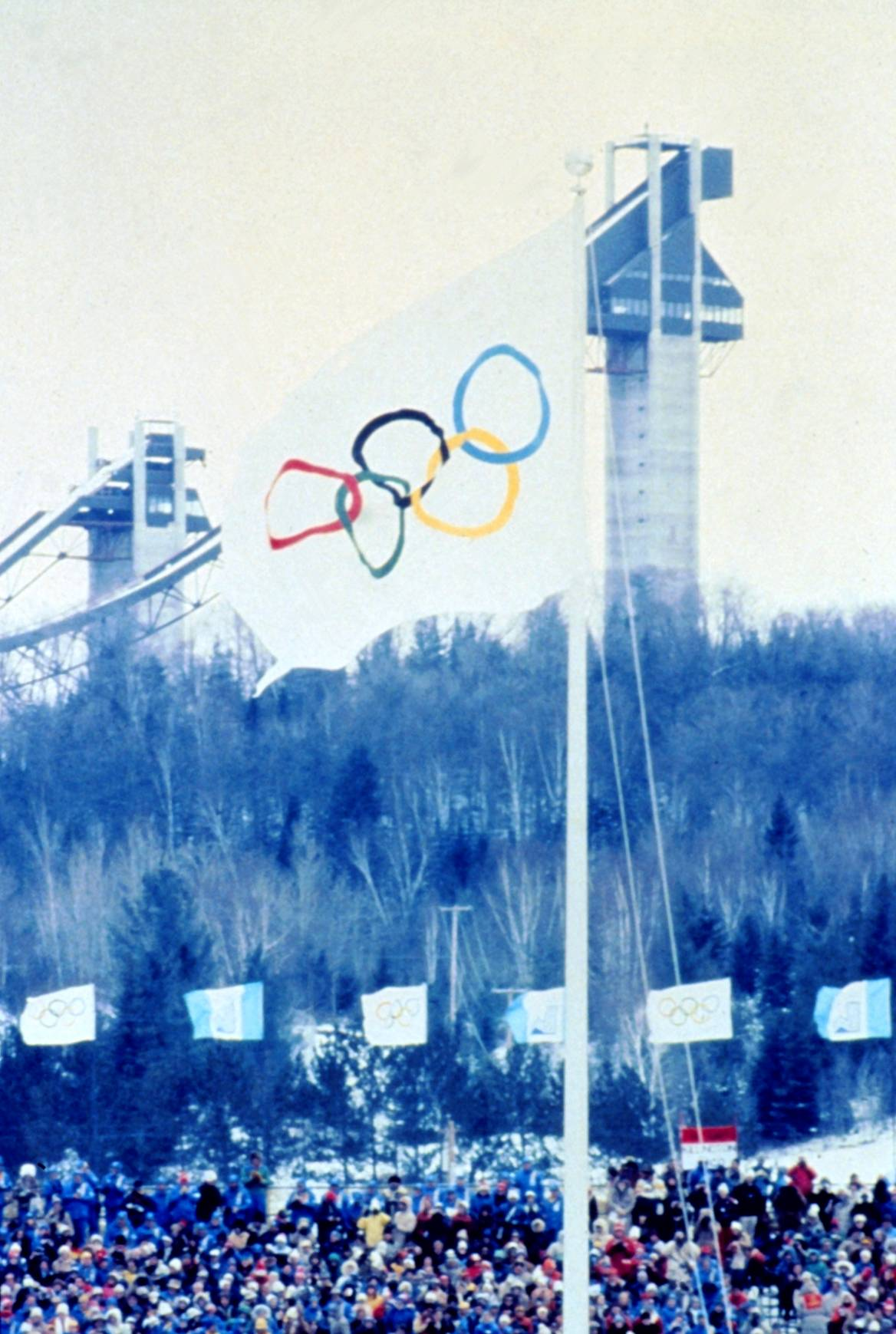
El Ski Jumping Complex.

- Estadi eqüestre de Lake Placid: cerimònies d'obertura i clausura
- Pistes de bobsleigh i luge: bobsleigh i luge
- Olympic Center: hoquei sobre gel i patinatge artístic sobre gel
- Centre Olímpic de salts d'esquís de Lake Placid: salt amb esquís
- Olympic Sports Complex: patinatge de velocitat sobre gel
- Whiteface Mountain: esquí alpí, esquí de fons, combinada nòrdica i biatló
- Mirror Lake: cerimònies de medalles

## Fets destacats
- La mascota olímpica fou Roni un os rentador.[4]
- Per primera vegada s'utilitzà neu artificial en una competició oficial.
- El Comitè organitzador dels Jocs encarregà al compositor Chuck Mangione la realització d'un tema musical específic per als Jocs "Give It All You Got", que interpretà en la cerimònia de clausura.[5]
- La Unió Soviètica fou la gran dominadora del medaller, si bé la República Democràtica Alemanya fou la que aconseguí el nombre més alt de medalles.
- El gran vencedor dels Jocs fou el patinador de velocitat Eric Heiden a l'aconseguir els cinc títols disputats en els Jocs. Per la seva banda, el soviètic Aleksandr Tíkhonov aconseguí el seu quart títol olímpic en esquí de fons; l'alemany de l'est Ulrich Wehling el seu tercer títol en combinada nòrdica i la soviètica Irina Rodninà el tercer en patinatge artístic sobre gel.
- La victòria de l'equip d'hoquei sobre gel nord-americà sobre el combinat soviètic, la millor selecció del mement, en la final del títol olímpic d'aquest esport fou considerat el millor partit de la història de l'hoquei sobre gel i fou anomenat "Miracle sobre el gel".
- Les victòries de Hanni Wenzel en les proves d'esquí alpí provocaren que el seu país, Liechtenstein, es convertís en el país més petit que mai ha aconseguit una medalla d'or.

## Medaller

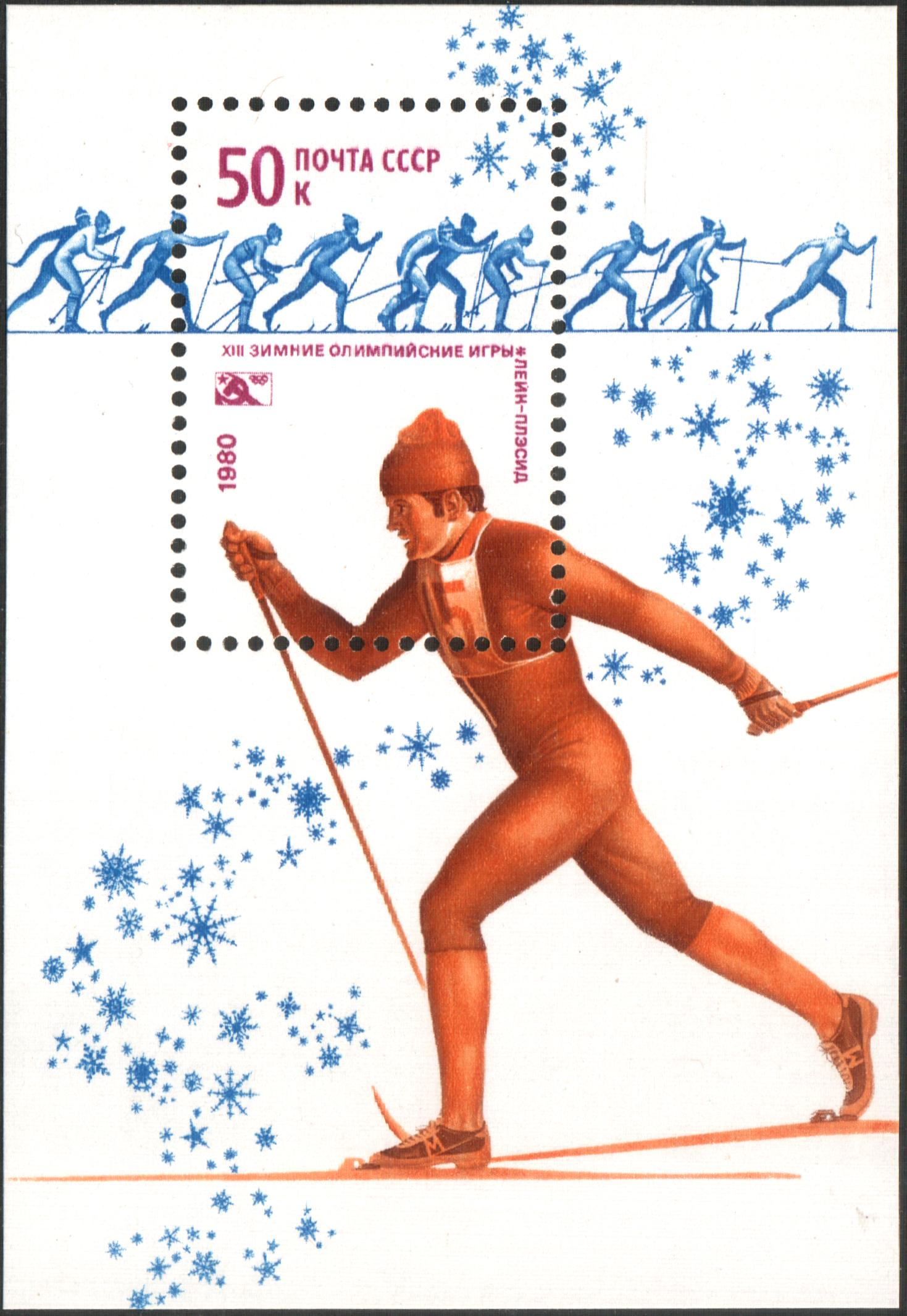
Segell postal de la Unió Soviètica.

Deu comitès amb més medalles en els Jocs Olímpics de 1980. País amfitrió ressaltat.
| Jocs Olímpics d'hivern de 1980 | Jocs Olímpics d'hivern de 1980 | Jocs Olímpics d'hivern de 1980 | Jocs Olímpics d'hivern de 1980 | Jocs Olímpics d'hivern de 1980 | Anells Olímpics |
| Posició                        | País                           | Or                             | Plata                          | Bronze                         | Total           |
| 1                              | Unió Soviètica                 | 10                             | 6                              | 6                              | 22              |
| 2                              | RDA                            | 9                              | 7                              | 7                              | 23              |
| 3                              | Estats Units                   | 6                              | 4                              | 2                              | 12              |
| 4                              | Àustria                        | 3                              | 2                              | 2                              | 7               |
| 5                              | Suècia                         | 3                              | 0                              | 1                              | 4               |
| 6                              | Liechtenstein                  | 2                              | 2                              | 0                              | 4               |
| 7                              | Finlàndia                      | 1                              | 5                              | 3                              | 9               |
| 8                              | Noruega                        | 1                              | 3                              | 6                              | 10              |
| 9                              | Països Baixos                  | 1                              | 2                              | 1                              | 4               |
| 10                             | Suïssa                         | 1                              | 1                              | 3                              | 5               |

### Medallistes més guardonats
Categoria masculina
| Nom              | CON            | Disciplina             | Or | Plata | Bronze | Total |
| Eric Heiden      | Estats Units   | Patinatge de velocitat | 5  | 0     | 0      | 5     |
| Nikolay Zimyatov | Unió Soviètica | Esquí de fons          | 3  | 0     | 0      | 3     |
| Anatoly Alyabyev | Unió Soviètica | Biatló                 | 2  | 0     | 1      | 3     |
| Frank Ullrich    | RDA            | Biatló                 | 1  | 2     | 0      | 3     |
| Juha Mieto       | Finlàndia      | Esquí de fons          | 0  | 2     | 1      | 3     |

Categoria femenina
| Nom                 | CON            | Disciplina             | Or | Plata | Bronze | Total |
| Hanni Wenzel        | Liechtenstein  | Esquí alpí             | 2  | 1     | 0      | 3     |
| Barbara Petzold     | RDA            | Esquí de fons          | 2  | 0     | 0      | 2     |
| Raïssa Smetànina    | Unió Soviètica | Esquí de fons          | 1  | 1     | 0      | 2     |
| Nataliya Petrusyova | Unió Soviètica | Patinatge de velocitat | 1  | 0     | 1      | 2     |
| Hilkka Riihivuori   | Finlàndia      | Esquí de fons          | 0  | 2     | 0      | 2     |